# Площа Теодора Аксентовича (Краків)
Площа Теодора Аксентовича у Кракові (пол. Plac Teodora Axentowicza w Krakowie раніше пол. Plac Kazimierza Wielkiego) — площа в районі Кроводжа в Кракові. Сучасна назва на честь Теодора Аксентовича використовується з 1952 року. Від нього відходять вулиці: Kazimierza Wielkiego, Edmund Biernackiego, Stanisława Wyspiańskiego, Henryka Sienkiewicza та Łobzowska.

## Історія
Площа в районі Нове Село, включеного до складу Кракова в 1910 році, була закладена в 1910–1914 роках в рамках розвитку територій, що залишилися після ліквідації бастіону та валу Краківської фортеці. Змінено у 1926 р. за проектом Здислава Монченського, серед іншого: введення скверу в інтер’єр площі, підпорядкування всієї композиції вигляду костелу св. Стефана в Кракові, фасад якої замикає східну сторону площі. З південної сторони – компактна забудова з 3-х та 4-поверхових кам’яниць 1924-1938 років. З північної сторони забудова складається з чотирьох вілл початку 20 століття. В одному з них знаходиться каплиця Першої конгрегації баптистської церкви в Кракові.

## Сьогодення
Нині оточений живоплотом терен, вкритий деревами, з алеєю для прогулянок і лавочками функціонує як місце відпочинку.
Західну частину площі займає сквер імені В’язнів Таборів Смерті, на якому у 2005 році відкрито пам’ятник: Пам’яті загиблих у нацистських концтаборах і таборах смерті .

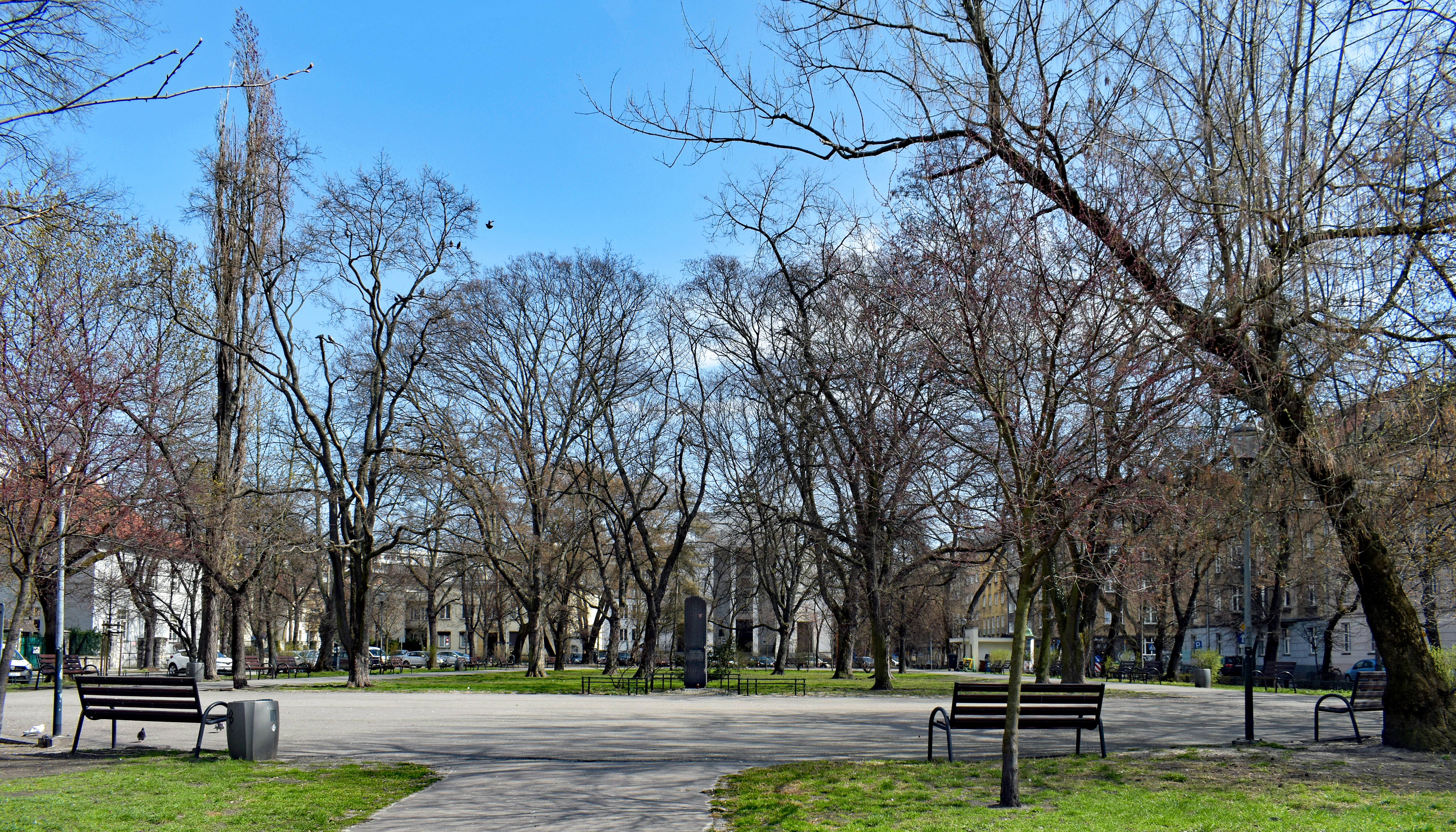
Вигляд з заходу
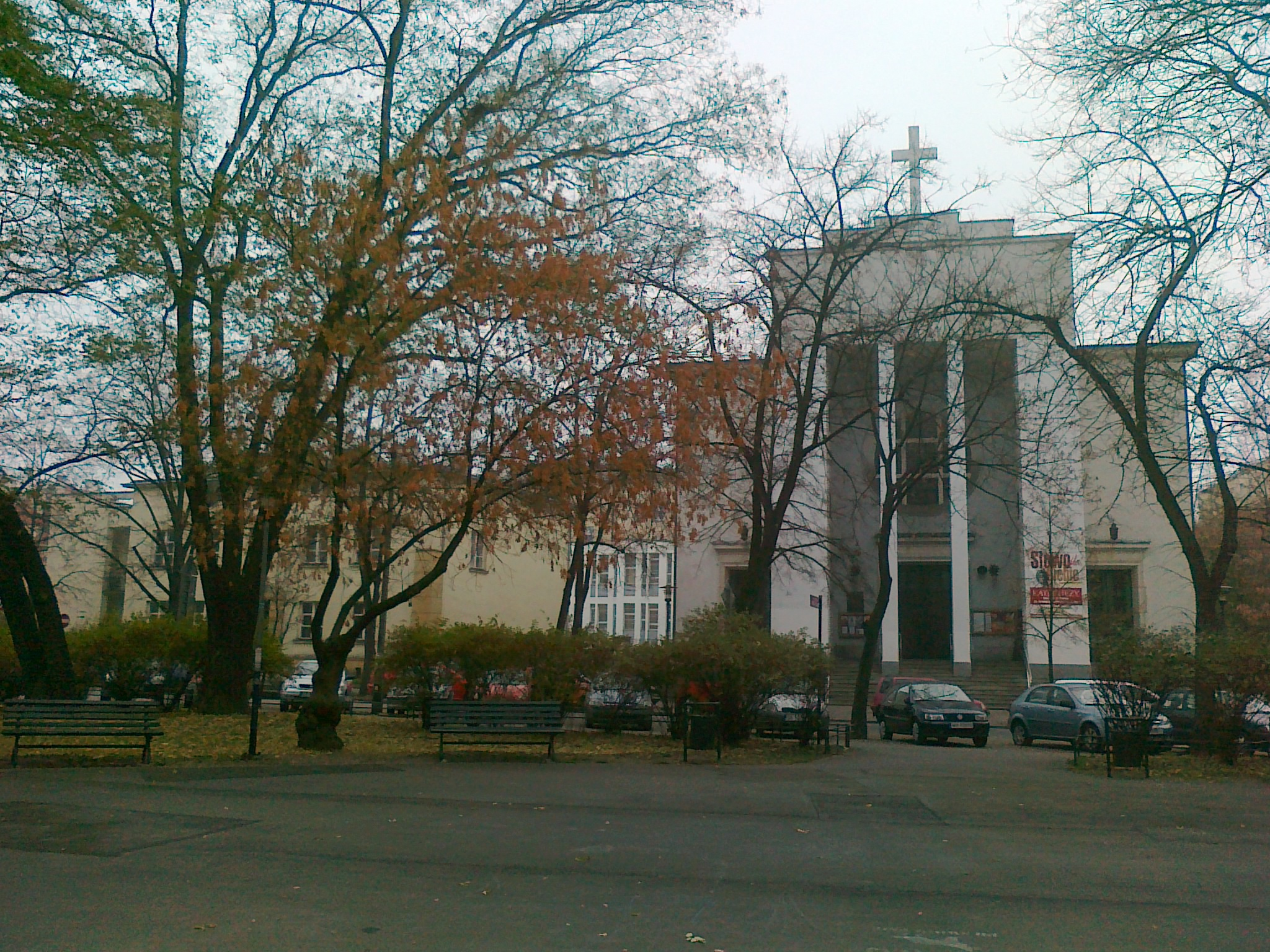
Вид на костел св. Стефана в Кракові
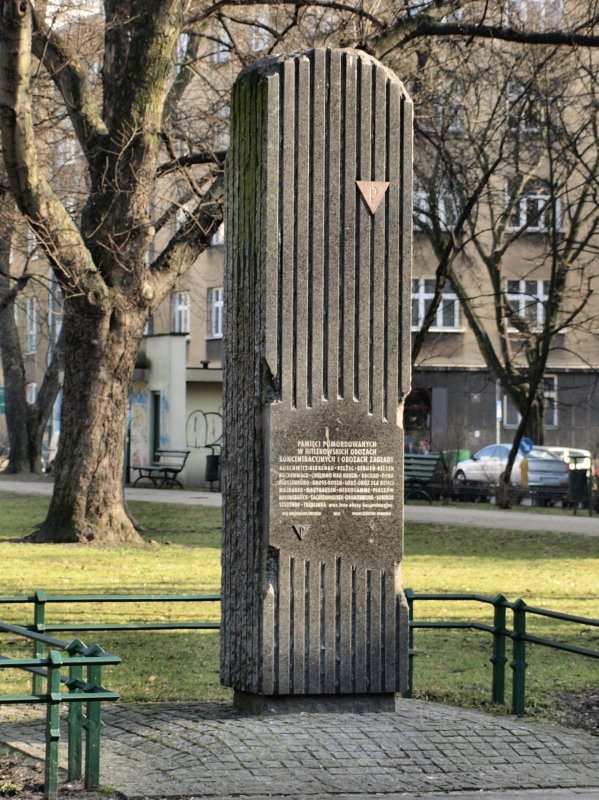
Пам'ятник В’язнів Таборів Смерті у західній частині парку
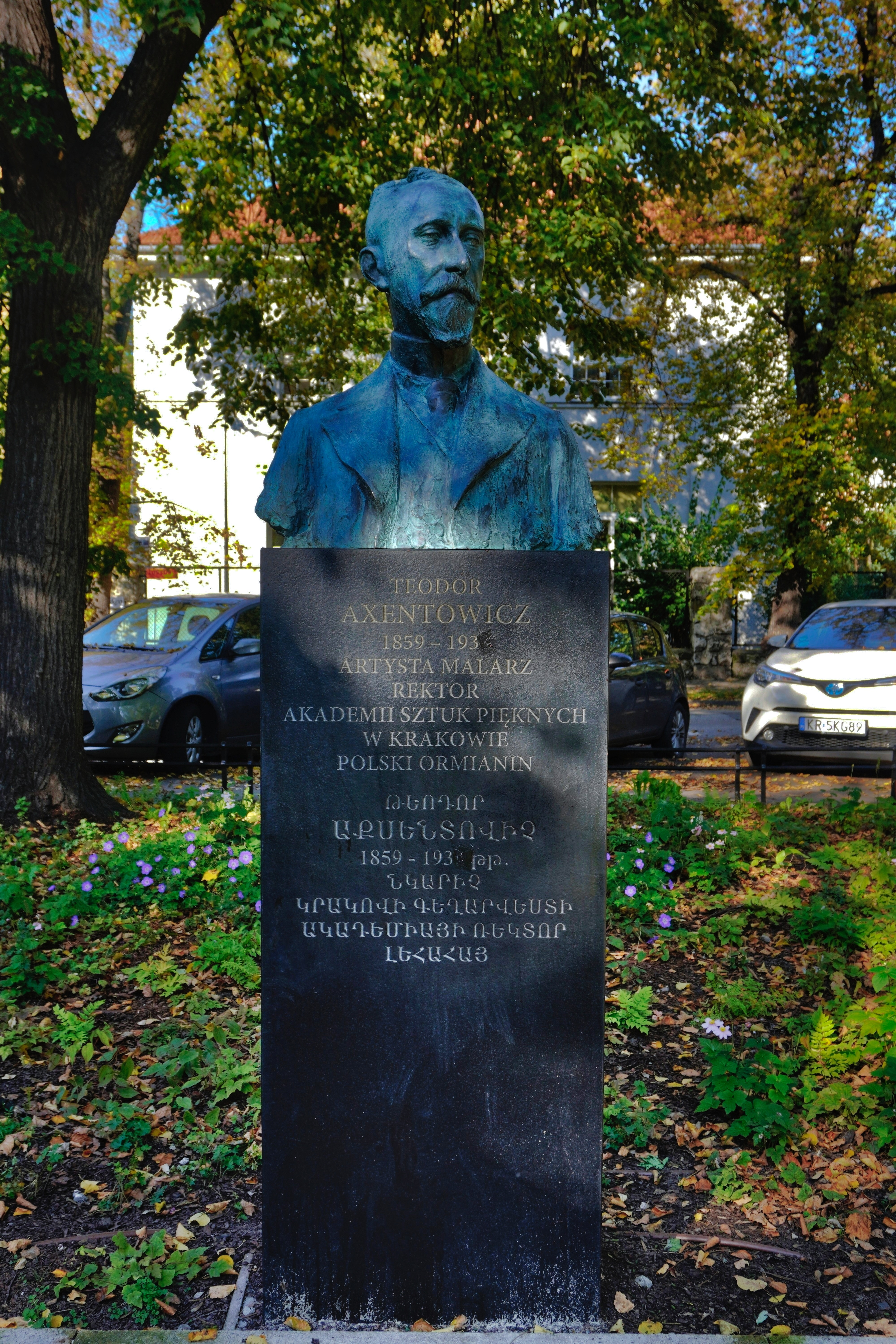
Пам'ятник Теодора Аксентовича
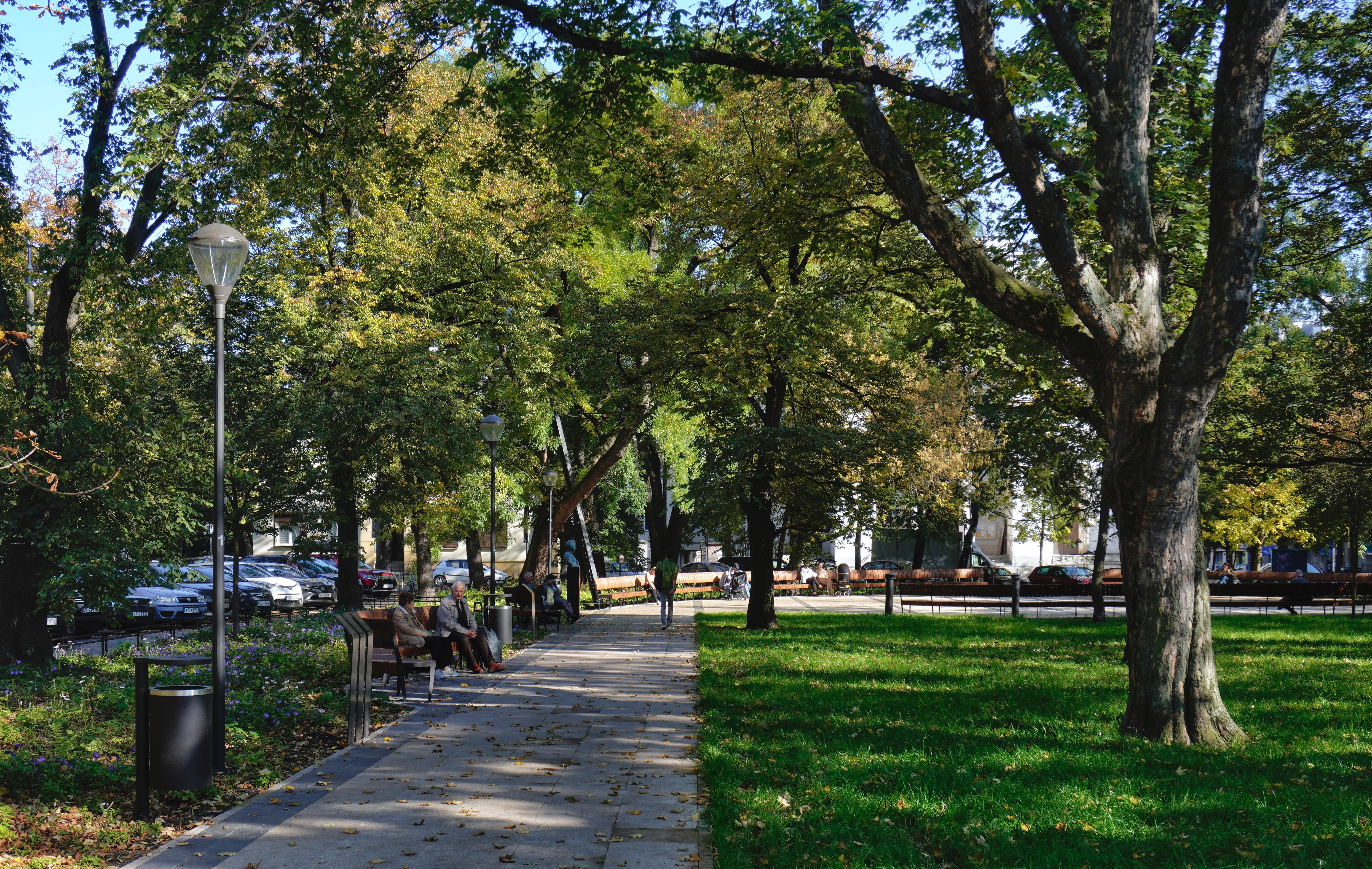
Сквер, вигляд на всхід
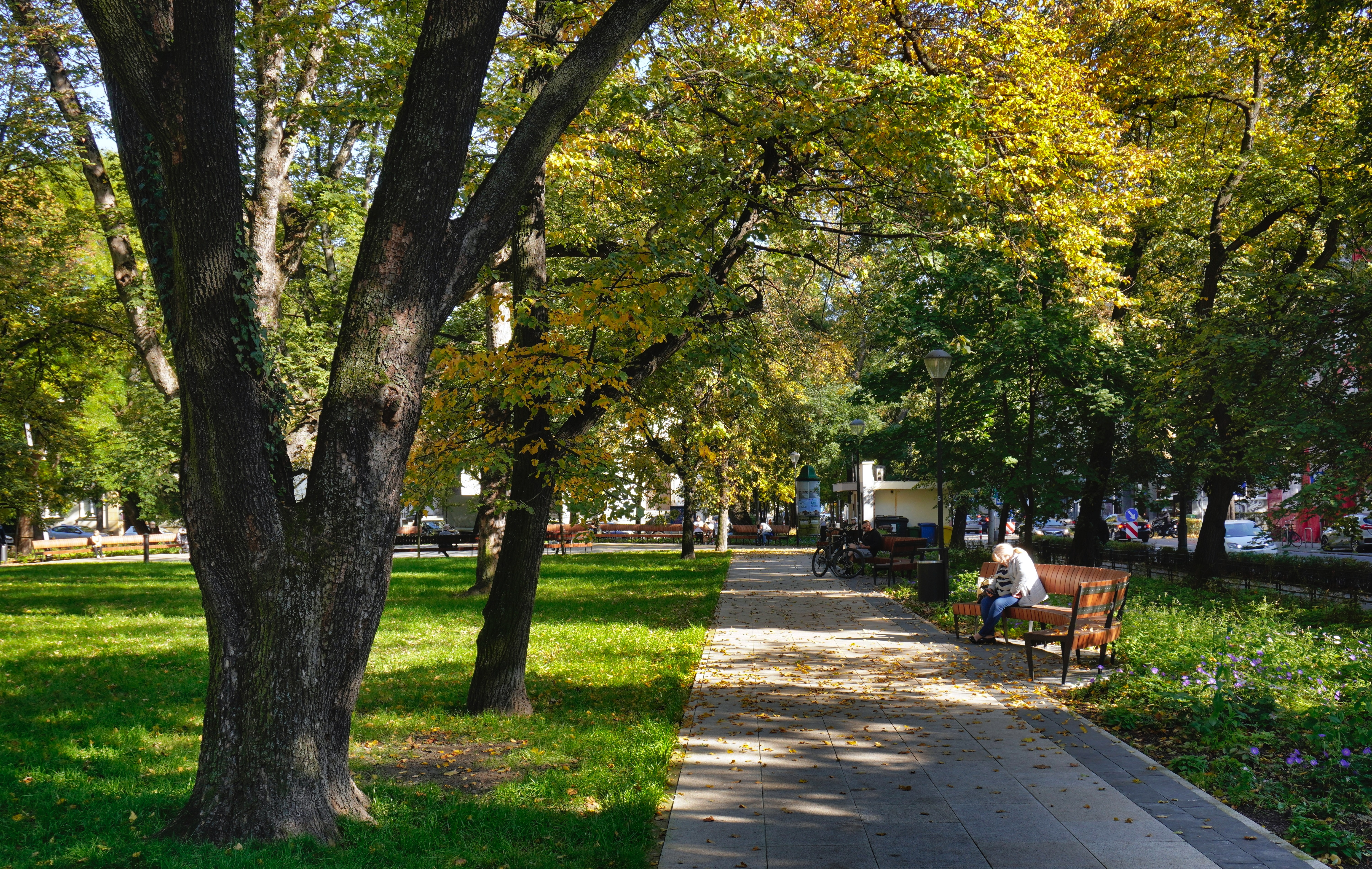
Сквер, вигляд на всхід